# Dipotsana
Dipotsana est une ville du Botswana.